# نيكولا جيجيتش
نيكولا جيجيتش (بالكرواتية: Nikola Žižić)‏ هو لاعب كرة قدم كرواتي في مركز قلب الدفاع، ولد في 23 يناير 1988 في سبليت في كرواتيا. لعب مع أنطاليا سبور وفتحية سبور ونادي إسترا 1961.

## وصلات خارجية
- نيكولا جيجيتش على موقع اتحاد كرواتيا (الكرواتية)
- نيكولا جيجيتش على موقع اتحاد تركيا (لاعب) (الإنجليزية)
- نيكولا جيجيتش على موقع قاعدة بيانات كرة القدم.إي يو (الإنجليزية)
- نيكولا جيجيتش على موقع Soccerway.com (الإنجليزية)
- نيكولا جيجيتش على موقع عالم كرة القدم.نت (الإنجليزية)